# Врангель, Хедда
Баронесса Анна Хедвиг «Хедда» Врангель (урожденная Левенгаупт) (швед. Hedda Wrangel; 11 декабря  1792, поместье Форстен, Вестра-Гёталанд, Швеция — 24 июля 1833, поместье Овесхома близ Кристианстада) — шведский композитор XIX века.

## Биография
Родилась в семье полковника графа Густава Юлиуса Левенгаупта и Анны Хелены Алстрмер, которая умерла через два дня после рождения Хедды. Девочка воспитывалась тёткой, графиней Маргарет Кронштедт, в замке Карлберг в Стокгольме. Графиня была талантливой пианисткой и хозяйкой салона. Хедда обучалась у неё игре на пианино, пению, овладела французским языком.
В 1810 году она вышла замуж за придворного, барона Хеннига Густава Врангеля. Её муж был известен своим вспыльчивым характером, любовью к жизни и поединкам. После свадьбы Врангели отправились в путешествие по Европе, жили в Париже. Позже семейная пара, в основном, жила в поместье Сперлингсхольм. Детей у них не было.
Хедда Врангель была известна своей красотой, талантом к музыке и прекрасным голосом. Шведский поэт Эсайас Тегнер после знакомства с ней изобразил Хедду в своём стихотворении в 1827 году: 

«Когда она поёт, дыханье замирает, и сам язык о сплетнях молчит».
 После смерти композитора Фредрика Бремер писала: 

«Она пролетела через жизнь как дифирамб»

## Творчество
Известны три опубликованные в 1820-х годах песни Хедды Врангель — поэтические музыкальные пьесы: «Frithiofs Frieri» — короткая песня в темпе анданте, «Kung Ring» — короткая песня в темпе модерато, и «Frithiofs Frestelse» — короткая, но сложная композиция для дуэта между сопрано и тенор / альтом. Все песни имеют редкое фортепианное сопровождение с простыми аккордами. Вполне вероятно, что Хедда Врангель сочинила больше музыки, не дошедшей до наших дней.

## Избранные музыкальные сочинения
- Три песни «Frithiofs Saga» (1828)